# Filip Antovski
Filip Antovski (mazedonisch Филип Антовски; * 24. November 2000 in Kumanovo) ist ein nordmazedonischer Fußballspieler.

## Karriere

### Verein
Antovski begann seine Karriere bei Vardar Skopje. Im März 2018 debütierte er gegen Sileks Kratovo in der Prva Makedonska Liga. Bis Saisonende kam er zu vier Einsätzen für Vardar. Nach weiteren drei bis zur Winterpause 2018/19 wechselte er im Februar 2019 nach Kroatien zu Dinamo Zagreb, wo er zunächst für die zweitklassige Reserve und die U-19-Mannschaft spielte. In eineinhalb Jahren bei Dinamo II absolvierte er 14 Partien in der 2. HNL.
Zur Saison 2020/21 wurde Antovski nach Bulgarien an Slawia Sofia verliehen. Für Slawia absolvierte er bis zum Ende der Leihe 24 Spiele in der Parwa liga. Zur Saison 2021/22 kehrte der Außenverteidiger nicht mehr nach Kroatien zurück, sondern schloss sich dem österreichischen Bundesligisten FK Austria Wien an. In der Saison 2021/22 kam er bei der Austria aber ausschließlich für die Reserve in der 2. Liga zum Einsatz, für die er 16 Mal spielte.
Zur Saison 2022/23 kehrte der Linksverteidiger leihweise nach Kroatien zurück und wechselte zum NK Istra 1961. Für Istra spielte er zehnmal in der 1. HNL, ehe sein Leihvertrag Mitte Januar 2023 vorzeitig beendet wurde. Im Februar 2023 verließ Antovski die Austria dann endgültig und wechselte nach Tschechien zum Zweitligisten MFK Karviná.

### Nationalmannschaft
Antovski spielte 2016 für die mazedonische U-17-Auswahl. Zwischen 2016 und 2018 kam er sowohl im U-18- als auch im U-19-Team zum Einsatz. Im März 2019 kam er gegen die Ukraine erstmals in der U-21-Mannschaft zum Zug.